# Limonium majoricum
El limònium de Mallorca, ensopeguera o Limonium majoricum, és una planta endèmica de l'est de la badia d'Alcúdia, al municipi d'Artà, Mallorca, de la família Plumbaginaceae. El seu nom deriva de l'illa on habita.
Es tracta d'un petit camèfit que fou descobert per farmacèutic mallorquí Llorenç Garcias i Font, i identificat el 1955 com una nova espècie pel botànic italià Alessandro Pignatti. És una planta perenne, glabra, amb un cep curt d'uns 2-7 cm, escassa i laxament ramificada. Les fulles estan disposades de forma helicoidal densa o rosetades a l'àpex de les rames, de color verd més o manco fosc, amb el limbe espatulat, obtuses i de vegades dèbilment emarginades, amb 1, 2 o 3 nervis, netament arcades cap avall. Té el pecíol pla o una mica plegat en forma de "V", meitat o menys de la longitud del limbe, amb una amplitud màxima compresa entre 1,9 mm i 3,3 mm.
Té inflorescència amb ramificacions totes fèrtils, desenvolupant-se per damunt del 1r o 2n article basal. Té poques subramificacions, d'1 a 4 a la primera rama amb flors. Espigues (cimes) curtes, la terminal de 10-20 mm, les altres de 7-12 mm, quasi dretes. Espiguetes (címules) de 5,4-6,1 mm, disposades de forma bilateral molt densa, (8-) 9-13 per cm, amb 4-5 flors. Bràctea externa de 2,1-2,4 x 1,9-2,4 mm, triangular-ovada. Bràctea interior, el·líptica, de 5-5,2 x 2,7-3,1 mm, amb l'àpex molt obtús. El calze de (4,2-) 4,5-5 mm, que sobrepassa més de 0,5 mm la bràctea interna; tub més curt que el limbe (de mesura similar quan madur); dents obtuses, més o manco el·líptiques. Pètals de 6,4-6,6 x 2,1-2,3 mm, violacis.
Viu en talussos i replans de substrat argilo-arenós, i en encletxes dels roquissars costaners. L'única població que s'ha descobert es troba just davant la Punta des Molí, a la Colònia de Sant Pere. El 1999 comptava amb 73 exemplars. Està en perill crític d'extinció degut a la pressió urbanística.